# La Chapelle du diable
Pour plus de détails, voir Fiche technique et Distribution.
La Chapelle du diable ou Sanctuaire au Québec (The Unholy) est un film américain réalisé par Evan Spiliotopoulos et sorti en 2021. Il s'agit d'une adaptation du roman Sanctuaire (Shrine), écrit par James Herbert et publié en 1983.

## Synopsis
En Nouvelle-Angleterre, dans une petite ville près de Boston, le journaliste Gerald « Gerry » Fenn (Jeffrey Dean Morgan) en disgrâce vis-à-vis de sa direction, venu par hasard sur les lieux, se met à enquêter sur Alice Pagett, une adolescente sourde et muette qui communiquerait avec la Vierge Marie et capable de produire des guérisons miraculeuses. Cependant, après sa guérison de nombreux évènements étranges sont constatés.
La jeune Alice, nièce du père William Hagan, curé de la paroisse, est sûre d'avoir rencontré la Vierge Marie. Si la hiérarchie catholique reste prudente, l'archevêché ne serait pas opposé à l'érection d'un sanctuaire religieux dans cette région des États-Unis. La paisible petite ville se met à attirer toutes les attentions et le curé reste dubitatif. Miraculé par l'action de sa nièce, alors qu'il souffre de problèmes pulmonaires, il se rend compte de l'existence d'une force maléfique qui, derrière la jeune Alice, la manipule.

## Fiche technique
- Titre original : The Unholy
- Titre français : La Chapelle du diable
- Réalisation : Evan Spiliotopoulos
- Scénariste : Evan Spiliotopoulos, d'après l’œuvre de James Herbert
- Musique : Joseph Bishara
- Production : Sam Raimi, Robert Tapert et Evan Spiliotopoulos
- Sociétés de production : Screen Gems et Ghost House Pictures
- Distribution : Sony Pictures
- Pays d'origine :  États-Unis
- Langue originale : anglais
- Genre : thriller, horreur, fantastique
- Durée : 99 minutes
- Dates de sortie :
  - États-Unis : 2 avril 2021
  - France : 16 juin 2021 (vidéo à la demande)[1] 7 juillet 2021 (au cinéma)

## Distribution
- Jeffrey Dean Morgan (VF : Jérémie Covillault ; VQ : Benoît Rousseau) : Gerald « Gerry » Fenn
- Cricket Brown (VF : Delphine Rivière ; VQ : Mylène Mackay) : Alice Pagett
- William Sadler (VQ : Alain Zouvi) : père William Hagan
- Katie Aselton (VQ : Marika Lhoumeau) : Natalie Gates
- Cary Elwes (VQ : Antoine Durand) : l'évêque Gyles
- Diogo Morgado (VF : Jérémie Bédrune ; VQ : Nicholas Savard L'Herbier) : Monsignor Delgarde
- Bates Wilder (VF : Jerome Wiggins ; VQ : Stéphane Rivard) : Geary
- Marina Mazepa (VF : Audrey Sourdive) : Mary Elnor
- Christine Adams (VF : Virginie Emane) : Monica Slade
- Gisela Chipe : Sofia Walsh
- Dustin Tucker : Dan Walsh
- Danny et Sonny Corbo : Toby Walsh

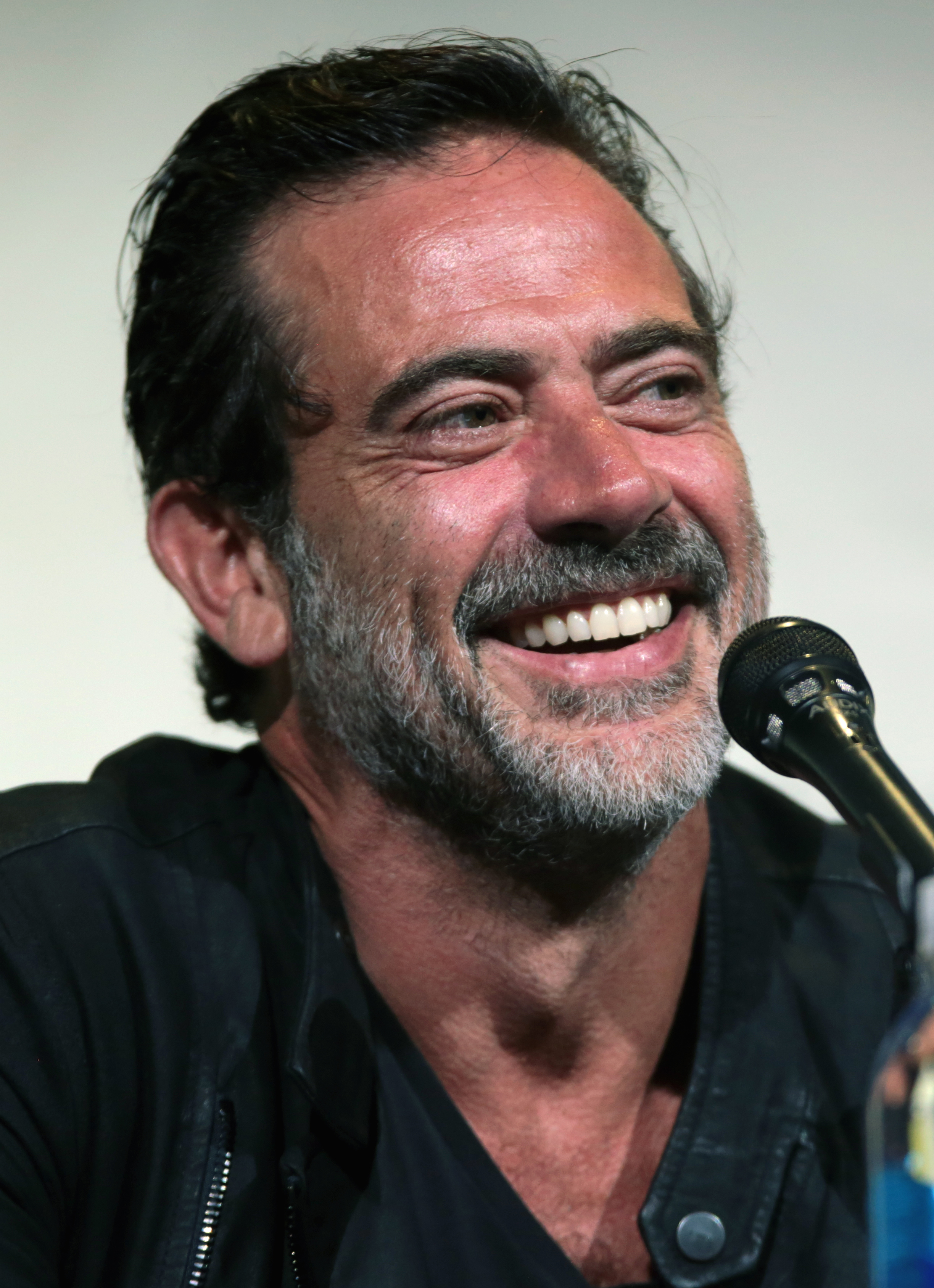
Jeffrey Dean Morgan joue le rôle du journaliste Gerry

 Source et légende : version française (VF) sur RS Doublage ; version québécoise (VQ) sur Doublage.qc.ca

## Analyse

### Différences avec le roman
Dans cette adaptation cinématographique la jeune Alice Pagett apparait plus âgée que dans le roman original de James Herbert.